# Frank Friday Fletcher
Pour les articles homonymes, voir Fletcher.
Frank Friday Fletcher (23 novembre 1855 - 28 novembre 1928) était un amiral (admiral) de la marine américaine qui a servi à la fin du XIXe siècle et au début du XXe siècle. Il a reçu la plus haute décoration de l'armée américaine, la Medal of Honor (médaille d'honneur), pour ses actions en tant que commandant des forces navales lors de la bataille de Veracruz, au Mexique. Le destroyer de classe Fletcher, la classe la plus produite de destroyers de la marine américaine, porte son nom. Il était également l'oncle de Frank Jack Fletcher, un autre amiral de la marine américaine qui a également reçu la médaille d'honneur pour ses actions à Veracruz et qui a commandé les forces navales américaines lors des batailles de la mer de Corail et de Midway pendant la Seconde Guerre mondiale.

## Biographie
Fletcher est né le 23 novembre 1855 à Oskaloosa, dans l'Iowa. Il est l'oncle de l'amiral Frank Jack Fletcher, qui a participé à la Seconde Guerre mondiale. Il est diplômé de l'Académie navale des États-Unis en 1875 et passe l'année suivante comme aspirant (midshipman) à bord de l'USS Tuscarora. Promu enseigne (ensign) en juillet 1876, il a servi en mer sur les sloops de guerre USS Portsmouth, USS Plymouth, USS Lackawanna et USS Constellation avant de participer au voyage autour du monde de l'USS Ticonderoga en 1878-1881. En avril 1882, Fletcher est promu au grade de master (puis de lieutenant de rang inférieur) et est ensuite affecté au bureau hydrographique de Washington. En juillet 1884, il est affecté à l'USS Quinnebaug pour servir dans les eaux européennes. Après une formation à l'armement à la fin de l'année 1887, il travaille pendant cinq ans au Bureau de l'armement (Bureau of Ordnance), période pendant laquelle il est promu lieutenant et apporte des contributions notables à la conception des mécanismes d'armement et à la navigation à bord des navires.
De 1892 à 1895, Fletcher commande le premier torpilleur de la marine, l'USS Cushing, basé à la station de torpillage de Newport, dans le Rhode Island, et élabore la première doctrine de la guerre des torpilles de la marine. Il a ensuite servi sur le cuirassé USS Maine avant de retourner à la station de torpilles de Newport (Newport Torpedo Station) en octobre 1896. Après une brève période en tant que chef adjoint du Bureau de l'armement au printemps 1898, le lieutenant Fletcher devient commandant du yacht converti USS Kanawha. D'octobre 1898 à juillet 1901, il commande le navire hydrographique USS Eagle et, en mars 1899, il est promu lieutenant commander.
À l'automne 1901, Fletcher reprend ses fonctions dans l'artillerie et s'intéresse de près à la guerre des torpilles. Un an plus tard, il devient chef d'état-major de la Flotte asiatique (Asiatic Fleet) et, en 1905, il prend le commandement du croiseur USS Raleigh (C-8). Fletcher suit les cours du Naval War College en 1907 et 1908 et, en 1908, il est affecté au Conseil général de la marine (General Board) pendant l'année suivante. La même année, il devient membre de la District of Columbia Society des Sons of the American Revolution.
Il est promu capitaine (captain) en mai 1908 et, de novembre de la même année à mars 1910, il commande le cuirassé USS Vermont (BB-20). Au printemps 1910, Fletcher devient l'assistant du secrétaire à la Marine pour le matériel. À ce poste, il atteint le grade de contre-amiral (rear admiral. De 1912 à 1914, il commande des divisions de cuirassés de la Flotte de l'Atlantique (Atlantic Fleet). En avril 1914, Fletcher dirige les forces de la marine américaine lors des débarquements à Vera Cruz, au Mexique, et reçoit la médaille d'honneur (Medal of Honor) pour sa "conduite distinguée au combat".
En septembre 1914, Fletcher entame deux années en tant que commandant en chef de la Flotte de l'Atlantique (Atlantic Fleet's Commander in Chief)  et est élevé au rang d'amiral (admiral) en mars 1915, le plus ancien des trois premiers officiers à occuper les nouveaux postes à quatre étoiles. Il est membre du General Board, du Joint Army and Navy Board et du War Industries Board en 1916-1919, et reçoit la Navy Distinguished Service Medal pour "service méritoire" pendant la Première Guerre mondiale.
L'amiral Fletcher a pris sa retraite le 23 novembre 1919 avec le grade de contre-amiral (comme c'était la coutume à l'époque) et a ensuite servi de conseiller officiel sur les questions de défense contemporaines. Fletcher est décédé le 28 novembre 1928 à New York. Il a été enterré au cimetière national d'Arlington (Arlington National Cemetery).

## Héritage
Le destroyer de classe Fletcher a été nommé en l'honneur de Fletcher et a été la classe de destroyers la plus nombreuse produite pendant la Seconde Guerre mondiale, avec 175 unités achevées, et l'un des modèles les plus réussis de la guerre. Le navire de tête de la classe, l'USS Fletcher (DD-445), a été en service de 1942 à 1969.

## Citation pour la Médaille d'honneur
Grade et organisation : Contre-amiral de la marine américaine. Né le 23 novembre 1855 à Oskaloosa, Iowa. Accrédité à : Iowa. Numéro d'ordre : 177, 4 décembre 1915.
Citation
Pour sa conduite distinguée au combat, lors des engagements de Vera Cruz, les 21 et 22 avril 1914. Sous le feu de l'ennemi, le contre-amiral Fletcher s'est montré éminent et remarquable dans l'exercice de ses fonctions ; il était l'officier supérieur présent à Vera Cruz, et le débarquement et les opérations de la force de débarquement ont été menés sous ses ordres et ses directives. Dans le cadre de ces opérations, il s'est parfois trouvé à terre et sous le feu de l'ennemi.

## Décorations
- Medal of Honor
- - Distinguished Service Medal (U.S. Navy)
- - Distinguished Service Medal (U.S. Army)
- - Spanish Campaign Medal
- - Mexican Service Medal
- - World War I Victory Medal

## Dates de grade
- Midshipman: 18 juin 1870
- Passed Midshipman: 21 juin 1875

| Ensign          | Master         | Lieutenant Junior Grade | Lieutenant      | Lieutenant Commander | Commander    |
| O-1             | O-2            | O-2                     | O-3             | O-4                  | O-5          |
| --------------- | -------------- | ----------------------- | --------------- | -------------------- | ------------ |
|                 |                |                         |                 |                      |              |
| 18 juillet 1876 | 1er avril 1882 | 3 mars 1883             | 18 février 1889 | 3 mars 1899          | 12 mars 1904 |

| Captain  | Commodore     | Rear Admiral | Vice Admiral  | Admiral      |
| O-6      | O-7           | O-8          | O-9           | O-10         |
| -------- | ------------- | ------------ | ------------- | ------------ |
|          |               |              |               |              |
| mai 1908 | Jamais obtenu | octobre 1911 | Jamais obtenu | 10 mars 1915 |

## Source
- (en) Cet article est partiellement ou en totalité issu de l’article de Wikipédia en anglais intitulé « Frank Friday Fletcher » (voir la liste des auteurs).